# Ивановцы (Львовская область)
Ивановцы (укр. Іванівці) — село в Жидачовской городской общине Стрыйского района Львовской области Украины.
Население по переписи 2001 года составляло 425 человек. Занимает площадь 0,86 км². Почтовый индекс — 81733. Телефонный код — 3239.

## Известные уроженцы
- Левицкий, Венедикт (1783–1851) – священник, просветитель, общественный деятель, член Головной руськой рады, ректор Львовского университета.